# Cobaltoblödita
La cobaltoblödita és un mineral que pertany al grup de la blödita. És l'anàleg de cobalt de la blödita i el seu nom expressa aquesta relació.

## Característiques
La cobaltoblödita és un mineral de fórmula química Na₂Co(SO₄)₂(H₂O)₄. Cristal·litza en el sistema monoclínic. La seva duresa a l'escala de Mohs és 2,5.
L'exemplar que va servir per a determinar l'espècie, el que es coneix com a material tipus, es troba conservat al: Museu de Mineralogia Fersman de l'Acadèmia Russa de les Ciències amb el número de registre 4271/1, i al museu Victòria de Melbourne amb el número de catàleg m52196.

## Formació i jaciments
A la seva localitat tipus va trobar-se tot formant agregats de grans anhèdrics de fins a 200 micròmetres que formaven crostes a la superfície d'altres sulfats. A la localitat tipus ha estat descrit associat a sideronatrita, quars, johannita, guix, feldespats, calcantita i blödita.